# Scutellaria utriculata
Scutellaria utriculata là một loài thực vật có hoa trong họ Hoa môi. Loài này được Labill. miêu tả khoa học đầu tiên năm 1812.